# Bocicoiu Mare
Bocicoiu Mare es una comuna ubicada en el distrito de Maramureș, Rumania.

## Superficie
Cuenta con una superficie de 24,02 kilómetros cuadrados.

## Demografía
Hasta 2021 la población era de 4260 habitantes, con una densidad de población de 177,4 habitantes por kilómetro cuadrado.